# Абонданций
Абонданций (лат. Abbondanzio; умер в 304 году в Риньяно-Фламинио) — диакон, священномученик. День памяти — 16 сентября.
Святой Абонданций, согласно преданию, был умучен вместе со свв. Авундием, пресвитером, Маркианом и Иоанном на горе Сорратской (итал. Monte Soratte), на Фламиниевой дороге, около Риньяно-Фламино, где и похоронен.
В настоящее время тело святого пребывает в приходском храме св. Марии Ассунты в городе Числаго, святым покровителем которого он почитается. Там память его совершается во второй понедельник после Пасхи. Его мощи ранее пребывали в соборе святых Космы и Дамиана в Риме, полученные, в свою очередь, от храма святых Адальберта и Павлина, сегодня Сан-Бартоломео, что на острове Тиберина, перенесённые туда в 1000 году.